# Ondřej Vlček
Ondřej Vlček (* 14. července 1977 Praha) je český manažer a filantrop.
Časopis Forbes ho s majetkem 2,9 mld. Kč řadí k roku 2021 na 93. místo v seznamu nejbohatších Čechů. Od března 2021 založil s manželkou Katarínou Nadaci rodiny Vlčkových, která např. podporuje dobročinnou Zlatou rybku.

## Život
Narodil se roku 1977 v Praze do rodiny člena činohry Národního divadla Oldřicha Vlčka a televizní hlasatelky Zdeny Vařechové. Oženil se s lékařkou Katarínou Vlčkovou. 
V roce 2000 absolvoval FJFI ČVUT v Praze a v roce 2015 Stanford Executive Program na Stanford University.

## Nadační činnost
V březnu 2021 manželé založili Nadaci rodiny Vlčkových, s vkladem aktiv v hodnotě 1,5 miliardy korun na pomoc rodinám zasaženým závažným onemocněním dětí. V dubnu 2021 koupili zchátralou pražskou usedlost Cibulka. Tu do roku 2026 plánují kompletně obnovit a vybudovat zde dětský hospic s paliativním střediskem a zároveň vzdělávací a komunitní prostory pro veřejnost. Navazují tak na organizaci Zlatá rybka, kterou založili v roce 2014, s posláním plnit přání dětí se závažným onemocněním. Svůj roční plat Vlček věnuje charitám v Česku a ve Velké Británii.

## Avast a Gen
V červenci 2019 se stal z pozice CTO generálním ředitelem (CEO) české softwarové firmy Avast Software, v níž začal pracovat během vysokoškolského studia roku 1995. Je aktivní i ve výzkumu, v listopadu 2019 otevřel laboratoř Avastu pro umělou inteligenci a kyberbezpečnost (Avast AI and Cybersecurity Laboratory, AAICL), společný projekt s ČVUT nacházející se v areálu ČVUT FEL v Praze. Od roku 2022 je prezidentem společnosti Gen Digital, nástupnické firmy Avastu indexované na burze NASDAQ.